# Adolf Pernwerth von Bärnstein
Adolf Joseph Friedrich Pernwerth von Bärnstein (né le 20 mai 1836 à Wurtzbourg, mort le 2 novembre 1918 à Munich) est une personnalité du chemin de fer et historien bavarois.

## Biographie
Ce fils d'un officier bavarois issu de la vieille noblesse tyrolienne étudie le droit à l'université de Wurtzbourg.
Après ses études, il intègre la fonction publique bavaroise, en particulier la gestion des chemins de fer. En 1880, il est nommé chef de la gare principale de Munich et en 1892, directeur général des Chemins de fer royaux bavarois. Il prend sa retraite en 1901.
Pernwerth von Bärnstein écrit alors sur les transports et sur l'histoire des étudiants, il est considéré comme l'un des fondateurs de ce domaine d'étude.

## Titres
- Chevalier de l'ordre du mérite civil de la Couronne de Bavière
- Chevalier Ire classe de l'ordre de Saint-Michel
- Ordre de l'Aigle rouge 2e classe
- Ordre de la Couronne de Prusse 2e classe
- Commandeur de l'ordre du Mérite militaire de Bavière
- Chevalier de l'ordre de François-Joseph
- Commandeur de l'ordre royal d'Albert le Valeureux Roi de Saxonie
- Chevalier de l'ordre de la Maison ernestine de Saxe
- Commandeur 2e classe de l'ordre de Frédéric
- Grand officier de l'ordre de la Couronne de Roumanie
- Chevalier 1re classe de l'ordre de Philippe le Magnanime
- Chevalier de l'ordre de la Couronne de Wende
- Chevalier de l'ordre de l'Étoile de Roumanie
- Chevalier de l'ordre de Charles III
- Médaille de Louis (de)